# Jaume Collet-Serra
Jaume Collet-Serra (ur. 23 marca 1974 w Sant Iscle de Vallalta) – hiszpański reżyser i producent filmowy, pracujący w USA, dokąd wyemigrował w wieku 18 lat. Został zauważony po wyreżyserowaniu filmu Dom woskowych ciał (2005).

## Filmografia

### Reżyser
- 2005: Dom woskowych ciał (House of Wax)
- 2007: Gol 2 (Goal II: Living the Dream)
- 2009: Sierota (Orphan)
- 2011: Tożsamość (Unknown)
- 2014: Non-Stop
- 2015: Nocny pościg (Run All Night)
- 2016: 183 metry strachu (The Shallows)
- 2018: Pasażer (The Commuter)
- 2021: Wyprawa do dżungli (Jungle Cruise)
- 2022: Black Adam
- 2022: Kontrola bezpieczeństwa (Carry-On)
- 2022: The Woman in the Yard